# 星和園

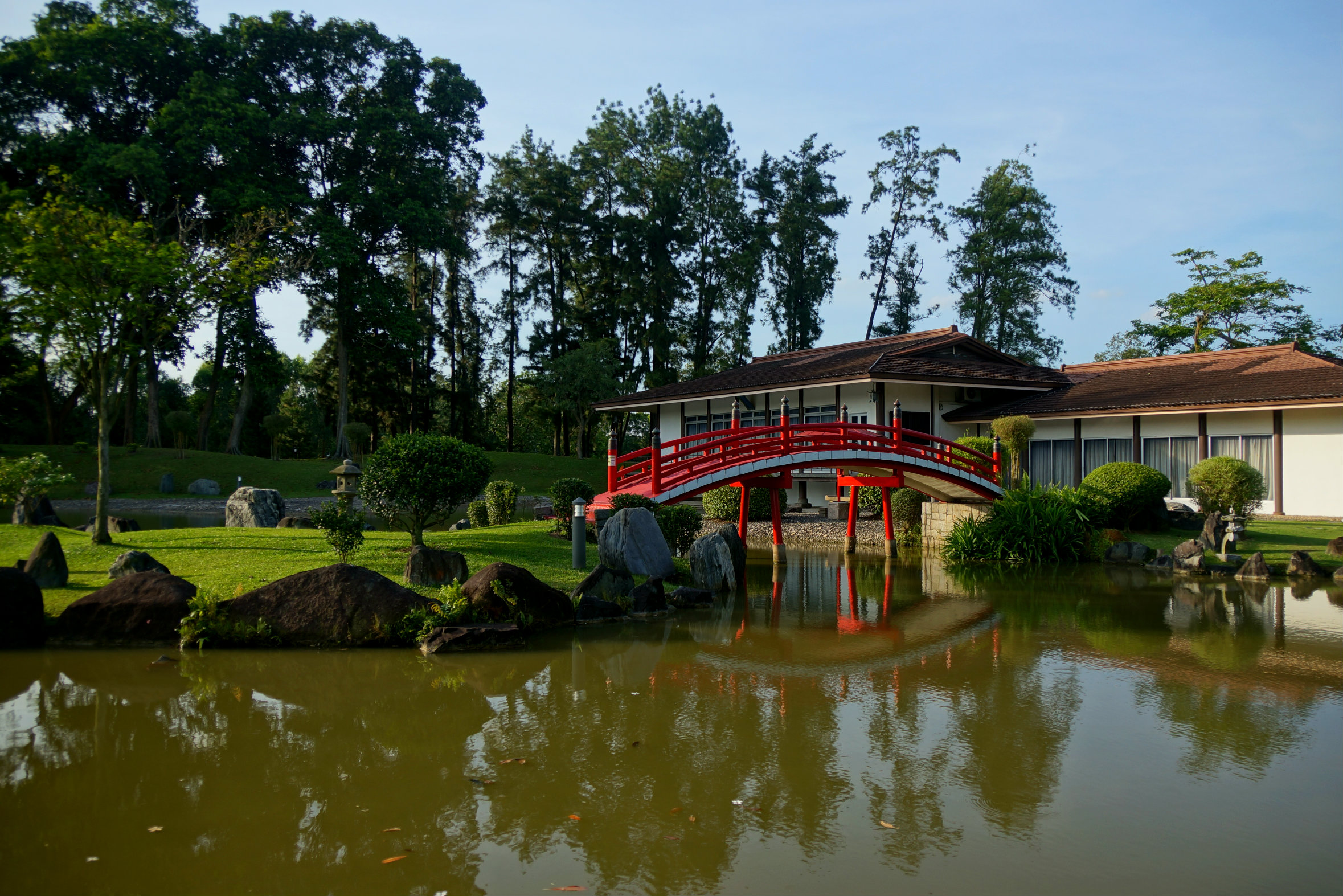

星和園（せいわえん、Seiwa-en、星和园）は、シンガポール南西部のジュロンにある日本庭園である。ジュロン庭園（Jurong Gardens）と総称される庭園群の一部で、地元では単に日本庭園（Japanese Garden）の名で知られる。
1960年代後半から、政府系企業ジュロン・タウン・コーポレーションによってジュロン地区がニュータウンとして開発された。ジュロン・イーストやジュロン・ウエストなどの街区が建設されるとともに、ジュロン地区の中心にあるジュロン湖周辺は公園地区として整備され、複数の人工島が築かれた。星和園はこの人工島の一つに築かれた庭園で、北の島にある中国庭園「裕華園」と橋で結ばれている。星和園は裕華園とともにジュロン・タウン公社によって運営されている。
日本庭園は1970年から1971年にかけて中根金作が設計し、1971年から1973年にかけて建設された。庭園内には池や山が築かれ、橋や灯篭、岩、東屋などが配置されている。